# Julio César Cadena
Julio César Cadena Villegas (Fusagasugá, 29 agosto 1963) è un ex ciclista su strada colombiano.
Professionista dal 1987 al 1994, si aggiudicò una tappa alla Vuelta a España 1992.

## Palmarès
- 1984 (dilettanti)

Classifica generale Tour de Guadalupe
- 1986 (dilettanti)

Classifica generale Ronde de l'Isard d'Ariège
- 1990 (Café de Colombia, una vittoria)

tappa GP Café de Colombia
- 1992 (Kelme, una vittoria)

9ª tappa Vuelta a España (Luz-Saint-Sauveur > Sabiñánigo)

### Altri successi
- 1993 (Kelme)

Classifica scalatori Volta Ciclista a Catalunya

## Piazzamenti

### Grandi Giri
- Giro d'Italia

1989: 33º
1993: 51º
- Tour de France

1987: 46º
1988: 42º
1989: 76º
1994: 85º
- Vuelta a España

1988: 57º
1990: ritirato (21ª tappa)
1992: 30º
1994: 50º

### Classiche monumento
- Milano-Sanremo

1994: 119º

### Competizioni mondiali
- Campionati del mondo

Villach 1987 - In linea: ritirato
Oslo 1993 - In linea: ritirato